# Algorisme de Hebb generalitzat
L'algorisme de Hebb generalitzat (GHA), també conegut a la literatura com la regla de Sanger, és un model de xarxa neuronal deirecta lineal per a l'aprenentatge no supervisat amb aplicacions principalment en l'anàlisi de components principals. Definit per primera vegada el 1989, és similar a la regla d'Oja en la seva formulació i estabilitat, excepte que es pot aplicar a xarxes amb múltiples sortides. El nom s'origina a causa de la similitud entre l'algorisme i una hipòtesi formulada per Donald Hebb sobre la manera com les forces sinàptiques del cervell es modifiquen en resposta a l'experiència, és a dir, que els canvis són proporcionals a la correlació entre l'activació de neurones pre i postsinàptiques.

## Teoria
La GHA combina la regla d'Oja amb el procés de Gram-Schmidt per produir una regla d'aprenentatge de la forma
{\displaystyle \,\Delta w_{ij}~=~\eta \left(y_{i}x_{j}-y_{i}\sum _{k=1}^{i}w_{kj}y_{k}\right)}
on wij defineix el pes sinàptic o la força de connexió entre les neurones j entrada i i de sortida, x i y són els vectors d'entrada i de sortida, respectivament, i η és el paràmetre de velocitat d'aprenentatge.

## Aplicacions
El GHA s'utilitza en aplicacions on es necessita un mapa autoorganitzat o on es pot utilitzar una anàlisi de característiques o components principals. Alguns exemples d'aquests casos inclouen la intel·ligència artificial i el processament de la parla i la imatge.
La seva importància prové del fet que l'aprenentatge és un procés d'una sola capa, és a dir, un pes sinàptic canvia només en funció de la resposta de les entrades i sortides d'aquesta capa, evitant així la dependència multicapa associada a l'algorisme de retropropagació. També té una compensació senzilla i predictible entre la velocitat d'aprenentatge i la precisió de la convergència tal com estableix el paràmetre de velocitat d'aprenentatge η.